# Kryonéri (Corinthe)
Pour les articles homonymes, voir Kryonéri.
Kryonéri, en grec moderne : Κρυονέρι, est un village du dème des Sicyoniens, district régional de Corinthie, en Grèce.
Selon le recensement de 2011, la population du village s'élève à 868 habitants.